# Lew Schwartz
Pour les articles homonymes, voir Schwartz.
Lew Schwartz, né le 24 juillet 1926 et mort le 18 juin 2011, est un auteur américain de bande dessinée.

## Biographie
Lew Schwartz, naît en 1926. Après la seconde guerre mondiale, il est engagé par Bob Kane pour être son nègre littéraire pour des histoires de Batman. Il tient ce rôle jusqu'en 1953, dessinant plus de 120 histoires. Il dessine d'autres séries, toujours sans être crédité, comme le comic strip Agent Secret X-9. Il quitte ensuite le monde de la bande dessinée et travaille dans la publicité. Avec la société qu'il a cofondée, Ferro, Mogubgub and Schwartz, il participe au film Docteur Folamour en étant chargé d'écrire les crédits. Il travaille aussi sur certaines parties de 1, rue Sésame.  Il meurt en 2011, des suites d'une chute.